# Cis laminatus
Cis laminatus är en skalbaggsart som beskrevs av Mellié 1848. Cis laminatus ingår i släktet Cis och familjen trädsvampborrare. Inga underarter finns listade i Catalogue of Life.